# Államok vezetőinek listája 884-ben
Ezen az oldalon az i. sz. 884-ben fennálló államok vezetőinek névsora olvasható földrészek, majd országok szerinti bontásban.

## Európa
- Asztúriai Királyság
  - Király: III. Alfonz (866–910)
  - Portugál Grófság
    - Gróf: Lucídio Vimaranes (873–924)
- Beneventói Hercegség
  - Herceg: II. Radelchis (881–884)
  - Herceg: II. Aiulf (884-891)
- Bizánci Birodalom
  - Császár: I. Baszileosz (867–886)
- Bolgár Kánság
  - Kán: I. Borisz (852–889)
- Breton Hercegség
  - Herceg: I. Alain és Judicael (876-888)
- Córdobai Emirátus
  - Emír: I. Muhammad (852–886)
- Cseh Fejedelemség
  - Fejedelem: I. Bořivoj (867–889)
- Nyugati Frank Királyság
  - Király: II. Carloman (879–884)
  - Császár: III. Károly (884-887)
  - Toulouse-i Grófság
    - Gróf: Bernard Plantevelue (872–885)

  - Flandriai Grófság
    - Őrgróf: II. Balduin (879–918)
- Horvát Fejedelemség
  - Fejedelem: Branimir (879 – kb. 892)
- Itáliai Királyság
  - Király: III. Károly (879-887)
  - Spoletói Hercegség
  - Herceg: III. Guidó (883-894)
  - Toszkánai Őrgrófság
    - Őrgróf: I. Adalbert (847-886)
- Keleti Frank Királyság
  - Császár: III. Károly (876-887)
  - Szászország
    - Herceg: I. Ottó (880-912)
- Morva Fejedelemség
  - Fejedelem: I. Szvatopluk (871–894)
- Navarra
  - Király: Fortún Garcés (882–905)
- Nápolyi Hercegség
  - Herceg: Athanasius (877–898)
- Norvég Királyság
  - Király: I. Harald (872–933)
- Kijevi Rusz
  - Fejedelem: Oleg (879–912)
- Pápai Állam
  - Pápa: I. Marinus (882–884)
  - Pápa: III. Adorján (884–885)
- Salernói Hercegség
  - Herceg: I. Guaimar (880-901)
- Szerb Fejedelemség
  - Fejedelem: Mutimir (851-891)
- Velencei Köztársaság
  - Dózse: II. Giovanni Participazio (881–887)

### Britannia
- Gwynedd
  - Király: Anarawd ap Rhodri (878–916)
- Kelet-angliai Királyság
  - Király: Guthrum (878-kb. 890)
- Mercia
  - Király: II. Æthelred (879–911)
- Powys
  -     - Herceg: Merfyn ap Rhodri (878–900)
- Skót Királyság
  - Király: Eochaid és Giric (878–889)
- Wessexi Királyság
  - Király: Nagy Alfréd (871–899)

## Ázsia
- Abbászida Kalifátus
  - Kalifa: Al-Mutamid (870–892)
- India
  - Anuradhapura
    - Király: II. Szena (866-901)

  - Csóla Birodalom
    - Király: Vidzsajálaja (848–881)
    - Király: Athiththa (881–907)

  - Karkota-dinasztia
    - Király: Csipjata-Dzsajapida (832–885)

  - Pála-dinasztia
    - Király: Narajanapála (854–908)

  - Pallava
    - Király: Aparadzsita (882–kb. 900)

  - Pándja-dinasztia
    - Király: Parantaka Viranarajana (880–900)

  - Pratihara-dinasztia
    - Király: Mihira Bhodzsa (836–885)

  - Rástrakúta-dinasztia
    - Király: II. Krisna Akalavarsa (878–914)
- Japán
  - Császár: Józei (876–884)
  - Császár: Kókó (884–887)
- Khmer Birodalom
  - Király: I. Indravarman (877–890)
- Kína (Tang-dinasztia)
  - Császár: Tang Hszi-cung (873–888)
- Korea
  - Silla
    - Király: Hongang (875–886)

  - Palhe
    - Király: Te Hjonszok 	(871–893)
- Mataram
  - Király: Rake Kajuvani (855-885)
- Nancsao
  - Császár: Longsun (877–897)
- Pagani Királyság
  - Király: Tannet (878–906)
- Szaffáridák
  - Emír: Amr ibn al-Lajsz (879–900)

## Afrika
- Aglabidák
  - Emír: II. Abú Isák Ibráhím (875–902)
- Egyiptom
  - Kormányzó: Ahmad ibn Túlún (868–884)
  - Kormányzó: Humáravajh (884–896)
- Idríszidák
  - Emír: II. Ali ibn Omar (866–kb. 885)
- Rusztamidák
  - Imám: Muhammad ibn Aflah (874–894)

## Fordítás
- Ez a szócikk részben vagy egészben  a   Liste der Staatsoberhäupter 884 című német Wikipédia-szócikk ezen változatának fordításán alapul.  Az eredeti cikk szerkesztőit annak laptörténete sorolja fel. Ez a jelzés csupán a megfogalmazás eredetét és a szerzői jogokat jelzi, nem szolgál a cikkben szereplő információk forrásmegjelöléseként.